# Тереза Лізьєська
Св. Тере́за з Лізьє (фр. Thérèse de Lisieux; Свята Тереза Дитяти Ісуса і Святого Лику фр. Sainte Thérèse de l’Enfant Jésus et de la Sainte Face, Свята Тереза Мала; в миру Тереза Мартен; 2 січня 1873, Алансон, Франція — 30 вересня 1897, Лізьє) — католицька богословка та свята, монахиня-кармелітка, одна із чотирьох жінок, удостоєних титулу Учитель Церкви.

Книга «Історія однієї душі», що була видана через рік після смерті Терези та передавала її приховане внутрішнє життя, мала надзвичайний успіх та стала всесвітньо відомою. Ключовим у духовному досвіді Терези став так званий «Малий шлях» — досягнення святості, що не передбачає великих публічних діянь, таких як мучеництво, місіонерство тощо.
 Іноді, коли я читаю духовні трактати, в яких досконалість пов'язана із тисячею перешкод, окутана масами ілюзій, мій бідний розум швидко втомлюється. Я закриваю повчальну книгу, яка розбиває мій розум і висушує моє серце, і беру Святе Письмо. Тоді все прояснюється для мене; одне слово відкриває для моєї душі безкінечні горизонти; досконалість здається простою; я бачу, що достатньо того, щоб визнати свою нікчемність і залишити саму себе, як дитина, в обіймах Бога. Залишивши великі душі, великі уми, гарні книжки, які я не можу зрозуміти, я щаслива бути малою, тому що «тільки діти, і такі як вони, будуть допущені на небесний бенкет.
Місце поховання Святої Терези з Лізьє є другим після Лурду за щорічною кількістю відвідувачів паломницьким центром Франції. Через сто років після смерті у світі нараховувалось близько 1700 церков, названих на її честь.

## Життя

### Алансон (1873—1877)

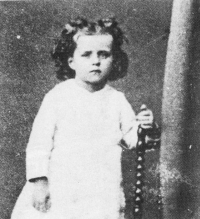
Тереза Мартен у віці трьох років

Батьки Терези Луї та Марі-Зелі Мартен були глибоко віруючими людьми, що в молоді роки робили спроби вступити до монастиря. Одружившись, вони мали намір жити як брат і сестра, однак їхній духівник переконав їх народжувати дітей. У сім'ї народилось четверо хлопчиків, які в ранньому віці померли, і п'ятеро дівчаток, що всі згодом стали монахинями. Атмосфера в сім'ї Мартенів відзначалась глибокою релігійністю, чуйністю та взаємопідтримкою. 
Тереза народилась 2 січня 1873 року, коли її матері було 40 років. Через два місяці після народження Терезу через слабке здоров'я відправили в одне із сіл Нормандії, де за нею доглядала нянька. Через рік дівчинку привезли назад до Лізьє, де вона, як наймолодша донька, стала об'єктом загальної любові та турботи сім'ї, в середовищі якої почала переймати основи християнського світогляду. Вже в дворічному віці в неї стали з'являтись думки про монаше життя. У такій атмосфері дівчина росла до чотирьох з половиною років, коли сталась перша трагедія. У серпні 1877 року від раку грудей померла її мати. Для всієї сім'ї це стало великим ударом, який, у силу віку, особливо переживала Тереза. Намагаючись впоратись із втратою, вона вибрала найстаршу сестру Пауліну як другу матір (потім Пауліна стане настоятелькою монастиря, в який вступить Тереза). Усі життєві переживання, пов'язані із смертю матері, майже на десятиліття залишились для неї глибокою раною. «Перша частина мого життя завершилась тоді» — згодом напише Тереза.

### Лізьє (1877—1888)
Оскільки Луї Мартен працював бухгалтером на мереживному виробництві своєї дружини, з її смертю виникла проблема матеріального забезпечення п'яти дочок. Шукаючи кращих умов життя, Луї переселився до Лізьє на пропозицію брата покійної дружини Ісидора, який узявся йому допомагати. Продавши бізнес дружини у Алансоні, Луї повністю присвятив себе дітям. Життя поступово налагодилося, проте для Терези, що тоді пішла до школи і зіткнулась із світом поза межами сім'ї, цей час був, як вона потім висловилась, «найсумнішим у житті». Дівчинка, добре підготована сестрами, була набагато успішнішою в навчанні за інших, з боку яких вона відчувала заздрість і недоброзичливість. 

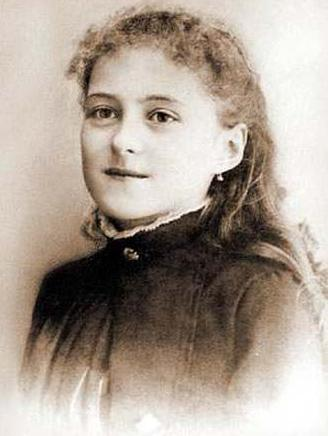
Тереза Мартен у 13 років

 За спогадами вчителів Тереза була тихою, слухняною, задуманою і деколи сумною ученицею. Не вміла відповідати на агресивні дії на її адресу. Єдиним полегшенням була присутність сестри Селіни, що ходила до тієї ж школи.
Наступним важким випробуванням став вступ Пауліни, її «другої матері», до кармелітського монастиря, яку вона тепер бачила назавжди для себе втраченою. Маючи короткий досвід спілкування із зовнішнім світом у школі, Тереза стала сприймати монастир як «пустелю, де мене Бог теж хоче сховати». Переносячи сильні душевні страждання від втрати Пауліни, Тереза мало їла, погано спала. Від'їзд батька і двох старших сестер до Парижу та спогади про матір викликали сильний стрес, після якого в неї з'явилися симптоми хвороби, яку місцевий медик визначив як «серйозне захворювання, що не зустрічається у дітей». Кілька разів на день Тереза страждала від нервових зривів, нападів страху та галюцинацій. У день постригу Пауліни Тереза, однак, почувалася добре, випромінювала ентузіазм і взяла разом із сім'єю участь у події. Проте наступного дня її стан настільки погіршився, що лікар та її батько почали думати про початок психічної хвороби. Усі медичні засоби виявились безсилими. Однак 13 травня 1883 року Тереза побачила, як статуя Богородиці посміхнулась до неї, і одужала. Наступного року деякі ознаки хвороби повернулись, коли «третя мати» — сестра Марі — теж стала кармеліткою. Однак знову все минулось раптово на Різдво 1886 року. З того часу Тереза набула твердої рішучості подолати всі перешкоди і теж стати кармеліткою. Зміну характеру вона пов'язувала із початком приймання Святого Причастя, котре почало по-новому формувати її характер.
Оскільки в такому ранньому віці до монастиря не приймали, Тереза скористалась поїздкою в Рим, щоб попросити для себе виняток із правил особисто у папи. Після його згоди Тереза стала готуватись до здійснення її мрії.

### Кармелітський монастир (1888—1897)

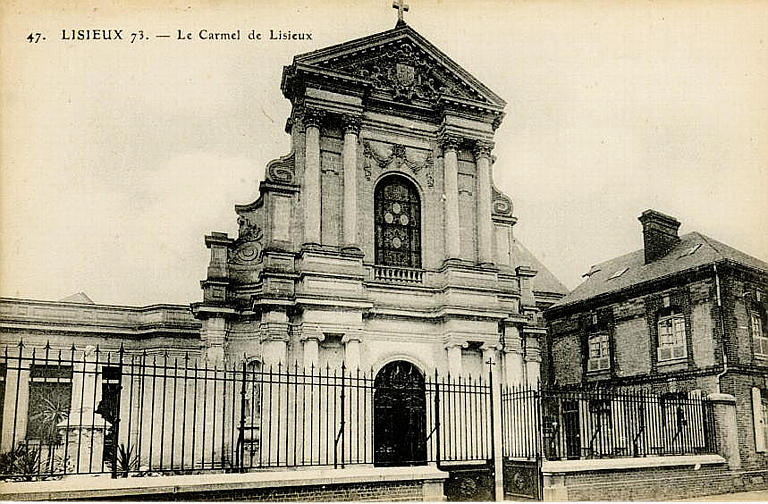
Листівка 1900 року із зображенням монастиря кармеліток у Ліз'є

9 квітня 1888 року Тереза Мартен вступила до монастиря босих кармеліток у Лізь'є, де вже перебувало 24 сестри переважно старшого віку. Вона отримала ім'я Тереза Дитяти Ісуса і Святого Лику та з ентузіазмом прийняла всі умови нового життя — холод, самотність, відсторонені молитви. Її наступним випробуванням стала новина про серйозну хворобу батька, який потрапив до психіатричної лікарні та якого вона тепер вже не могла відвідувати. Тереза посилила свої духовні практики та посвячення, однак духовний клімат у монастирі, де Бог сприймався в основному як страшний відсторонений суддя, став справляти на неї гнітюче враження. Своє натхнення вона черпала із книги «Вогонь Любові» святого Івана від Хреста. В 1893 році її сестру Пауліну (Матінку Агнес Ісуса) обрано настоятелькою монастиря, а в 1894 році після смерті батька Луї сюди вступила і Селін.
Приблизно в цей час Тереза, після багатьох років пошуків, прийшла до дитячої духовності, котра базувалася на розумінні батьківства Бога, яке є милосердною любов'ю вираженою і втіленою в Ісусі Христі. Християнське життя є життям дитини Отця («сина у Сині»), що починається після таїнства хрещення і відштовхується від євангельських слів: «Якщо не станете як діти, не ввійдете в царство небесне». Її сестра Пауліна — настоятелька мати Агнес доручила їй записувати спогади з дитинства і подальшого життя, котрі згодом лягли в основу книги «Історія однієї душі».
У цей час набули розголосу випадки, коли монахині «приносили себе в жертву» в певному намірі, що означало, що вони приймали на себе будь-які страждання та передчасну смерть заради певної мети, наприклад, навернення грішників, прощення гріхів інших людей тощо. Тереза чула про одну з таких монахинь — кармелітку Марію Ісуса, що перенесла агонію і смерть у намірі спокутувати гріхи інших. Під впливом внутрішнього поклику, в червні 1895 року, Тереза принесла в жертву і себе під час меси на свято Святої Трійці. За кілька років до смерті вона сказала «Мені здається, що любов може замінити довголітнє життя. Ісус не звертає уваги на час, у Небі його немає. Він зважає лише на любов».
Поступово Тереза відчула, що покликання сестер-кармеліток «наречена і мати» є недостатнім для неї. Вона бажала бути священницею, місіонеркою, пророчицею, учителем церкви, мученицею. Ці хвилювання пройшли після того, як вона прочитала 13 главу 1-го послання апостола Павла до Коритян  [Архівовано 18 січня 2014 у Wayback Machine.], де говориться про любов як найважливішу якість, що переважає усі інші. Тепер Тереза відчула ясність свого покликання і написала: «…моє покликання, я нарешті знайшла його… моє покликання — це Любов!… Так, я знайшла своє місце в церкві й це Ти, о мій Боже, який дав мені це місце; в серці церкви, моєї Матері, я буду Любов'ю …так я буду всім … і мої мрії здійсняться!». Турбуючись долею грішників, які втратили віру, вона занурилася у «ніч віри» та внутрішню боротьбу, яка ще більше загострилася, коли в неї почав розвиватися туберкульоз, виснажуючи її фізичні сили. Вже кашляючи кров'ю та будучи серйозно хворою, Тереза зберігала спокій та посмішку, чим підтримувала співсестер-монахинь, вражених страшною хворобою такої молодої сестри. Тоді вона промовила слова, що потім стануть знаменитими: «Після смерті я проведу Небо на землі, аж до кінця світу допомагаючи душам». Після болючої і сильної агонії 30 вересня 1897 року в 24-річному віці вона померла від туберкульозу.

## Історія однієї душі
3 червня 1897 року, за чотири місяці до смерті, Тереза від Дитяти Ісуса отримала від тогочасної настоятельки монастиря Марії де Ґонзаґ наказ продовжити історію свого життя. Тереза Мартен залишила по собі рукопис, написаний у трьох зошитах, кілька віршів та листів. Сестра Терези, мати Агнес внесла у текст правки, на які їй дала згоду сама Тереза.
На початку 1898 року, через чотири місяці після смерті Терези, настоятелька монастиря Марія де Ґонзаґ дала дозвіл на опублікування рукописів за однієї умови: усі три манускрипти повинні бути явно адресовані їй. Текст рукописів надіслали о. Ґодефройду Меделейну, настоятелю сусіднього абатства. Через три місяці він дав згоду на публікацію, з деякими зауваженнями та редагуваннями. Крім того, він розділив книгу на розділи і змінив назву, запропоновану кармелітками «Пісня любові, або Відхід Ангела» на «Історію однієї душі».
7 березня 1898 р. о. Ґодефройд передав манускрипт Єпископу м. Байє, який дав дозвіл на друкування, але відмовився написати передмову.
30 вересня 1898 р., рівно через рік після смерті Терези, була опублікована «Історія однієї душі» тиражем 2 000 копій. Копії було передано у інші Кармелі, як і некрологи, які надсилають після смерті монахині. Несподівано для самих кармеліток книга отримала величезну популярність. Через 12 років продали 47 тисяч копій; між 1910–1915 рр. —164 тис., до 1932 р. кількість перевершила 3 млн. примірників лише французькою мовою.
У 1921 р., у декреті Ватикану було зазначено, що благотворний вплив книги на читачів неможливо пояснити інакше, як «діянням Божественної ласки».
У 1956 році було надрукувано точний варіант рукопису, як він був створений Терезою.

## Канонізація
Після смерті Терези та опублікування її автобіографії відбулося стрімке зростання її культу. Через 12 р. після її смерті до монастиря надходило по 50 листів на день. Було випущено тисячі образків з частинками предметів, якими користувалась чи яких торкалась Тереза. З часу смерті її сестри і до канонізації у 1925 році було розповсюджено більше 30 млн. образків і понад 17 млн. реліквій.
У 1921 р., декрет Ватикану проголосив, що Тереза прожила життя, повне героїчних чеснот.
У 1925 році Папа римський Пій XI канонізував (визнав святою) Терезу з Лізь'є та проголосив її Покровителькою Католицьких Місій.
19 жовтня 1997 року Папа Йоан Павло ІІ проголосив Святу Терезу від Дитяти Ісус Вчителем Церкви.

## Вшанування пам'яті в Україні
У 1927 році єпископ Луцької дієцезії Адольф Шельонжек з благословення Апостольського Престолу проголосив Малу Терезу покровителькою Луцької дієцезії. З тих пір ця свята є небесною покровителькою Волині.
1 серпня 1936 року в Луцьку було засноване чернече Згромадження Сестер святої Терези від Дитятка Ісуса. У 1943–45рр. сестер було примусово виселено з Волині, після чого вони проводили свою роботу за кордоном тодішнього СРСР.
У 1992 році сестри-терезіянки повернулися до України, їхнім осередком став Санктуарій Матері Божої Бердичівської.

## Видання українською мовою
- Св. Тереня від Дитяти Ісус. Автобіографічні рукописи / Переклад з французької мови. — Париж: Накладом квартальника «Слідами Малої Святої», 1960. — 272 с.
- Свята Тереза від Дитяти Ісуса і Пресвятого Обличчя. Історія однієї душі. — Кайрос, 2010. — 284 с. ISBN 978-5-89208-083-5 (читати [Архівовано 29 квітня 2013 у Wayback Machine.])